# Deutsche Gesellschaft für phänomenologische Forschung
Die Deutsche Gesellschaft für phänomenologische Forschung e. V. (DGPF) ist ein internationaler Zusammenschluss von Wissenschaftlern, die sich der im Werk Edmund Husserls begründeten, vielfach rezipierten und in diversen Varianten weiterentwickelten phänomenologischen Philosophie verpflichtet sehen. Es geht dabei nicht um die dogmatische Bewahrung eines historischen Philosophiemodells, sondern um die Fortführung der phänomenologischen Methode des Philosophierens.

## Organisation
Dem Präsidium gehören der Präsident, der Vizepräsident und der Generalsekretär an. Die Mitglieder des Präsidiums werden in der Regel alle zwei Jahre neu gewählt. Sie initiieren und organisieren das wissenschaftliche Programm der Gesellschaft. Der Generalsekretär führt die laufenden Geschäfte und ist für die Finanzen zuständig.
Der Wissenschaftliche Beirat, der in der Regel alle 4 Jahre neu gewählt wird, unterstützt das Präsidium bei der Planung des wissenschaftlichen Programms der Gesellschaft. Er entscheidet auch über die Ernennung von Ehrenmitgliedern.
Die Mitgliederversammlung der Gesellschaft findet in der Regel alle 2 Jahre statt. Sie wählt aus ihren Reihen das Präsidium und die Mitglieder des Wissenschaftlichen Beirats. Die Mitgliederversammlung entscheidet von Fall zu Fall über Satzungsfragen und wird zur Konzeption wissenschaftlicher Projekte der Gesellschaft gehört.

## Geschichte
- 1969: Internationale Tagung Vérité et Vérification / Wahrheit und Verifikation in Schwäbisch Hall (Leitung: Hermann Leo van Breda, Eugen Fink, Ludwig Landgrebe, Werner Marx Karl-Heinz Volkmann-Schluck unter Mitwirkung der Husserl-Archive Leuven, Freiburg, Köln)
- 1969: Helmut Kuhn, Bernhard Waldenfels und Reinhold Gladiator bereiten in München die Gründung der DGPF vor.
- 1971: Erste offizielle Tagung der DGF in München (Leitung: Helmut Kuhn unter Mitwirkung von Hans-Georg Gadamer): Die Münchener Phänomenologie.
- 1974: Internationale phänomenologische Studientage in Berlin (Leitung Heinrich Rombach und Gerd Brand). Satzung der DGPF und Gründung der Phänomenologischen Forschungen.

Seit 1976 finden regelmäßige Internationale Tagungen der DGPF statt.

## Präsidenten der DGPF
- 1970–1972 Helmut Kuhn
- 1972–1978 Heinrich Rombach
- 1978–1983 Otto Pöggeler
- 1983–1987 Ernst Wolfgang Orth
- 1987–1994 Klaus Held
- 1994–1996 Bernhard Waldenfels
- 1996–1998 Rudolf Bernet
- 1998–2000 Alexander Haardt
- 2000–2003 Karl-Heinz Lembeck
- 2003–2005 László Tengelyi
- 2005–2007 Petra Gehring
- 2007–2009 Karl Mertens
- 2009–2011 Iris Därmann
- 2011–2013 Dieter Lohmar
- 2013–2015 Christian Bermes
- 2015–2017 Thomas Bedorf
- 2017–2019 Georg Stenger
- 2019–2021 Lambert Wiesing
- 2021–2023 Thomas Fuchs[1][2]
- seit 2023 Sophie Loidolt[3]

## Schriftenreihe
Phänomenologische Forschungen. Phenomenological Studies / Recherches phénoménologiques.
- Band 1 (1975. Phänomenologie heute) bis Band 30 (1996. Die Freiburger Phänomenologie) hrsg. von Ernst Wolfgang Orth im Auftrag der Deutschen Gesellschaft für phänomenologische Forschung (DGPF).  Alber, Freiburg / München, ISSN 0342-8117.
- 1996 bis 2000: Neue Folge 1 bis 5 hrsg. von Ernst Wolfgang Orth und Karl-Heinz Lembeck im Auftrag der DGPF. Alber, Freiburg / München, ISSN 0342-8117.
- Ab 2001 hrsg. von Karl-Heinz Lembeck, Karl Mertens und Ernst-Wolfgang Orth unter Mitwirkung von Julia Jonas im Auftrag der DGPF. Meiner, Hamburg, ISSN 0342-8117